# Tecpán Guatemala

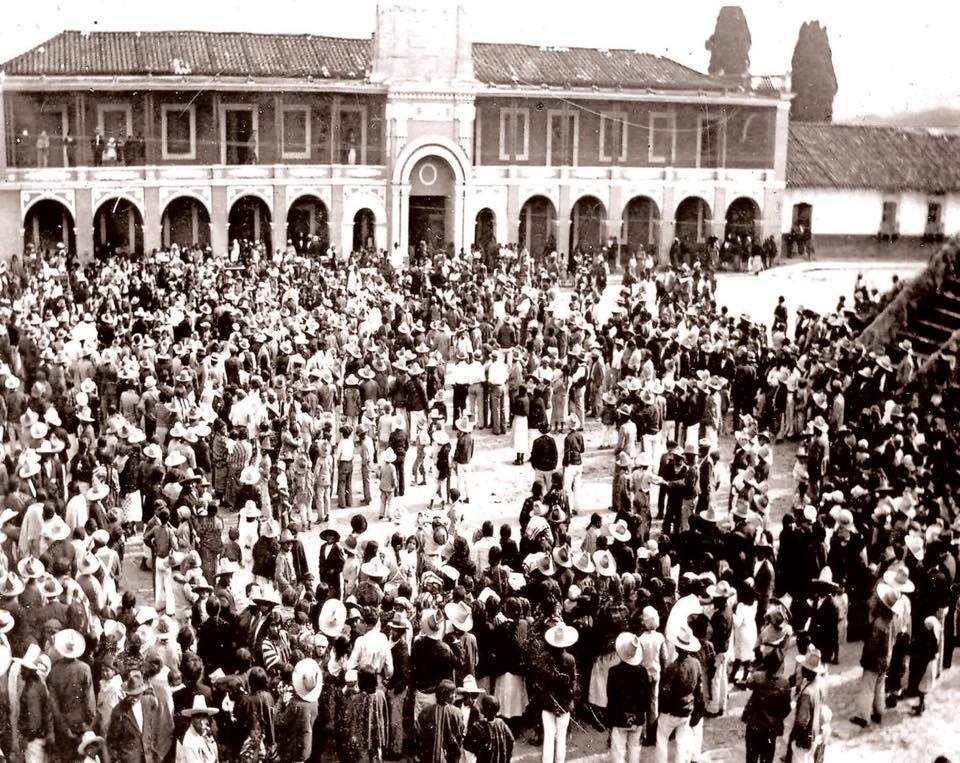
Tecpán 1893

Tecpán Guatemala é uma cidade da Guatemala do departamento de Chimaltenango.